# 汗入郡
- 令制国一覧 > 山陰道 > 伯耆国 > 汗入郡
- 日本 > 中国地方 > 鳥取県 > 汗入郡

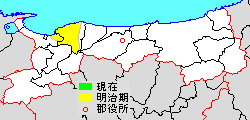
鳥取県汗入郡の位置

汗入郡（あせりぐん）は鳥取県（伯耆国）にあった郡。

## 郡域
1879年（明治12年）に行政区画として発足した当時の郡域は、米子市の一部（淀江町西原、淀江町福頼、淀江町西尾原、淀江町本宮以東）、西伯郡大山町の大部分（下甲、住吉、赤坂、退休寺、羽田井以東を除く）にあたる。

## 歴史
『和名抄』には束積（つかづみ）、汗入、奈和、尺度（さかと）、高住（たかずみ）、新井（にい）の6郷が記されている。同郡の郡家は汗入郷に置かれたと見られるが、現在では汗入郷の遺称地が存在しておらず、確定までには至っていない。（そもそも汗入郷の位置や郷域自体が確定していない）そのため、所在地については旧中山町逢坂、旧名和町名和（いずれも現･大山町）、旧淀江町福岡（現・米子市）など諸説ある。また、『延喜式』にみえる和奈駅は奈和駅の誤記とされ、奈和郷に置かれたとされる。

### 近世以降の沿革
- 明治初年時点で、概ね全域が因幡鳥取藩領であった。「旧高旧領取調帳」に記載されている村は以下の通り。●は村内に寺社領が存在。◎は全域が寺社領（大山寺領）。（1宿74村）

高橋村、殿河内村、上市村、●下市村、岡村、塩津村、●松河原村、倉谷村、小竹村、前谷村、木料村、東坪村、●坪田村、東谷村、奈和村、梶原村、門前村、西坪村、●御来屋宿、古御堂村、富長村、大塚村、福田村、押平村、茶畑村、茶畑原村、東高田村、西高田村、上高田村、蔵岡村、原村、別所村、畑村、宮内村、長田村、平村、中高村、神原村、平木村、所子村、上野村、福尾村、●国信村、末長村、末吉村、上万村、●稲光村、唐王村、清原村、野田村、野田原村、●妻木村、富岡村、安原村、保田村、平田村、今津村、●淀江村、●西原村、福井村、北尾村、上淀村、稲吉村、高井谷村、●中西尾村、富繁村、福頼村、西尾原村、本宮村、◎鈑戸村、◎前村、◎今在家村、◎佐摩村、◎坊領村、◎赤松村
- 明治2年（1869年） - 野田原村が改称して荘田村となる。
- 明治3年（1870年） - 淀江村が改称して淀江宿となる。（2宿73村）
- 明治9年（1876年） - 大山寺境内地より大山村が起立。（2宿74村）
- 明治10年（1877年）（2宿63村）
  - 前谷村・木料村が合併して豊成村となる。
  - 坪田村・東谷村が合併して名和村となる。
  - 奈和村・梶原村が合併して加茂村となる。
  - 東高田村・西高田村・上高田村が合併して高田村となる。
  - 蔵岡村・原村・別所村・畑村が合併して豊房村となる。
  - 北尾村・上淀村が合併して福岡村となる。
  - 福田村が大塚村に、茶畑原村が押平村にそれぞれ合併。
- 明治4年7月14日（1871年8月29日） - 廃藩置県により鳥取県の管轄となる。
- 明治9年（1876年）8月21日 - 第2次府県統合により島根県の管轄となる。
- 明治12年（1879年）1月12日 - 郡区町村編制法の島根県での施行により行政区画としての汗入郡が発足。「八橋汗入郡役所」が八橋郡赤崎宿に設置され、同郡とともに管轄。
- 明治14年（1881年）9月12日 - 鳥取県の管轄となる。

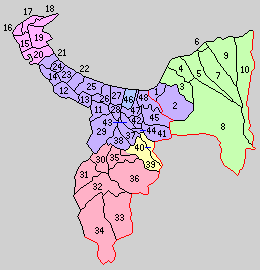
1.淀江町 2.宇田川村 3.高麗村 4.所子村 5.庄内村 6.御来屋村 7.名和村 8.大山村 9.光徳村 10.逢坂村（紫：米子市 緑：西伯郡大山町 11 - 48は会見郡）

- 明治22年（1889年）10月1日 - 町村制の施行により、下記の町村が発足。特記以外は全域が現・西伯郡大山町。（1町9村）
  - 淀江町 ← 淀江宿、西原村（現・米子市）
  - 宇田川村 ← 福井村、福頼村、西尾原村、本宮村、富繁村、中西尾村、高井谷村、稲吉村、福岡村（現・米子市）
  - 高麗村 ← 稲光村、上万村、平田村、保田村、今津村、安原村、富岡村、妻木村、荘田村、長田村
  - 所子村 ← 所子村、末長村、末吉村、国信村、福尾村、上野村、唐王村、平木村、神原村、中高村、野田村、清原村
  - 庄内村 ← 富長村、大塚村、古御堂村、押平村、茶畑村、高田村
  - 御来屋村（御来屋宿が単独村制）
  - 名和村 ← 名和村、加茂村、門前村
  - 大山村 ← 坊領村、佐摩村、今在家村、前村、豊房村、鈑戸村、大山村、宮内村、平村、赤松村
  - 光徳村 ← 豊成村［字長野を除く］、倉谷村、小竹村、東坪村、西坪村
  - 逢坂村 ← 下市村、高橋村、殿河内村、上市村、塩津村、岡村、松河原村、豊成村［字長野］、八橋郡住吉村
- 明治29年（1896年）4月1日 - 郡制の施行により、汗入郡・会見郡の区域をもって西伯郡が発足。同日汗入郡廃止。

## 行政
島根県八橋・汗入郡長
| 代 | 氏名 | 就任年月日                | 退任年月日                | 備考         |
| -- | ---- | ------------------------- | ------------------------- | ------------ |
| 1  |      | 明治12年（1879年）1月12日 |                           |              |
|    |      |                           | 明治14年（1881年）9月11日 | 鳥取県に移管 |

鳥取県河村・久米・八橋・汗入郡長
| 代 | 氏名 | 就任年月日                | 退任年月日                | 備考                           |
| -- | ---- | ------------------------- | ------------------------- | ------------------------------ |
| 1  |      | 明治14年（1881年）9月12日 |                           |                                |
|    |      |                           | 明治29年（1896年）3月31日 | 会見郡との合併により汗入郡廃止 |